# Claire Bennet
Claire Bennet és un personatge de ficció de la sèrie Herois, interpretat per Hayden Panettiere. Aquesta heroïna té l'habilitat de regenerar-se espontàniament.

## Història del personatge
La Claire és una noia jove que viu a Odessa (Texas). És animadora d'institut i fa poc que ha descobert que es pot regenerar. La seva vida és la clau en el capítol Salveu a l'animadora, ja que en Sylar la vol matar però ella és necessària per aturar la gran explosió. Posteriorment, troba a la seva mare biològica que li comunica que el seu pare no vol saber res d'ella.

## Habilitats
Regeneració espontània de teixits, aquest poder consisteix a accelerar el procés normal regeneratiu, aconseguint una cura ràpida i total, esdevenint gairebé indestructible. Segons s'explica en el capítol Col·lisió, una lesió en el cervell podria matar-la.